# Jean-Dominique Lajoux
Jean-Dominique Lajoux, né le 17 août 1931, est un ethnologue, chercheur au CNRS, photographe, réalisateur de cinéma  français, connu notamment pour ses documentaires sur l'Aubrac et sur le Tassili n'Ajjer.

## Biographie
Il vient à l'ethnographie par la photographie et le cinéma à l'occasion de sa participation à plusieurs missions en Indochine, au Sahara et en Polynésie.  Il rencontre Georges-Henri Rivière, fondateur du Musée national des arts et traditions populaires dans le cadre de travaux portant sur les paysans français. Sa première recherche en ethnologie sur une région concerne l'Aubrac, à partir de 1964, où il réalise une douzaine de films. La suite de son travail est consacrée aux fêtes de villages dans différents pays. C'est l'époque, en 1973, où il intègre le CNRS à la faveur de la création du CNRS Audiovisuel. Il soutient, en 1991, une thèse sur le Calendrier et les Fêtes calendaires dans l’Europe contemporaine.

## Filmographie
- 1956 : Longue marche en pays Moï
- 1956 : Tissage Sedang
- 1956 : Potier Sedang
- 1959 : Habemus Papam
- 1962 : Tassili n'Ajjer (cinémascope)
- 1962 : Au pied du sable (cinémascope)
- 1963 : Le Tahiti des Tahitiens
- 1963 : Robert le Polynésien
- 1966 : Firmin l'Homme des Burons
- 1966 : Fléaux en cadence
- 1967 : Le Forgeron des Hermaux
- 1967 : Les Travaux et les jours
- 1967 : Foires d'Aubrac
- 1966 : Conte du bouc d'Aunac
- 1967 : Foires d'Aubrac
- 1968 : Les travaux et les jours - fêtes calendaires dans le Chatillonnais
- 1968 : Musique persane
- 1969 : Cerclage de roue
- 1971 : Les Fajoux
- 1971 : Le Joug
- 1971 : Charbon de bois
- 1972 : Jeanne de Flandre
- 1973 : L'Aubrac
- 1973 : La Main, l'outil, le travail
- 1973 : La Fête du milieu de l'été
- 1974 : Vievola, chœurs et danses du col de Tende
- 1975 : V'là Mardi-Gras
- 1976 : C'est moi quand même - René Zazzo
- 1977 : l'Image qui devient un reflet- René Zazzo
- 1977 : Un autre pas comme les autres- René Zazzo
- 1978 : Le Bacuber
- 1979 : Bourrées d'Aubrac
- 1979 : L'Ours ou l'homme sauvage
- 1980 : Les Pailhasses
- 1980 : Mascaradak
- 1983 : Les Diablos
- 1984 : Le Charbon de bois
- 1985 : Besta Berria - fête-dieu en pays basque
- 1987 : Terre, Or et Azur, la céramique à reflets métalliques
- 1987 : l'Art des cavernes - André Leroi-Gourhan
- 1995 : Le Cinéma sans Lumière
- 1995 : Préambule au cinématographe
- 2010 : Pas à pas-la véritable histoire de la naissance du cinéma

## Publications
- Merveilles du Tassili n'Ajjer, Chêne,1962
- Le Tambour du déluge. Villages des montagnes d'Indochine, Seuil, 1977
- Tassili N'ajjer - Art rupestre du Sahara préhistorique, Chêne, 1977
- Art profane et religion populaire au Moyen âge, avec Claude Gaignebet, PUF, 1985
- À plus haut sens - Cahier de 320 photos originales (recherche et réalisation) publiées quasi confidentiellement de la page 18 à la page 218 dans le tome 2 de la  thèse de Claude Gaignebet chez Maisonneuve et Larose - Paris - septembre 1986
- L'Homme et l'Ours, Glénat, 1996
- Murs d'images : Art rupestre du Sahara préhistorique  (préf. Jean-Loïc Le Quellec), Paris, Errance, coll. « Pierres tatouées », 2012, 315 p., 29 cm (ISBN 978-2-87772-446-3)
- Aubrac des racines et des hommes, Delachaux et Niestlé, 2014
- Fêtes païennes : les grandes heures du calendrier. Delachaux et Niestlé, 2016

## Distinctions
- Prix Niepce en 1961 pour son œuvre photographique.
- Lion de bronze au Festival de Venise en 1962 pour son documentaire Tassili n'Ajjer.